# Tierra de Otranto
La Tierra de Otranto (en italiano: Terra d'Otranto) es una región histórico-geográfica de la Italia meridional, y una antigua división administrativa, primero del Reino de Sicilia, luego del Reino de Nápoles y posteriormente del Reino de las Dos Sicilias. Incorporada al Reino de Italia, fue dividida definitivamente en 1927.

## Elgiustizieratode la Terra d'Otranto

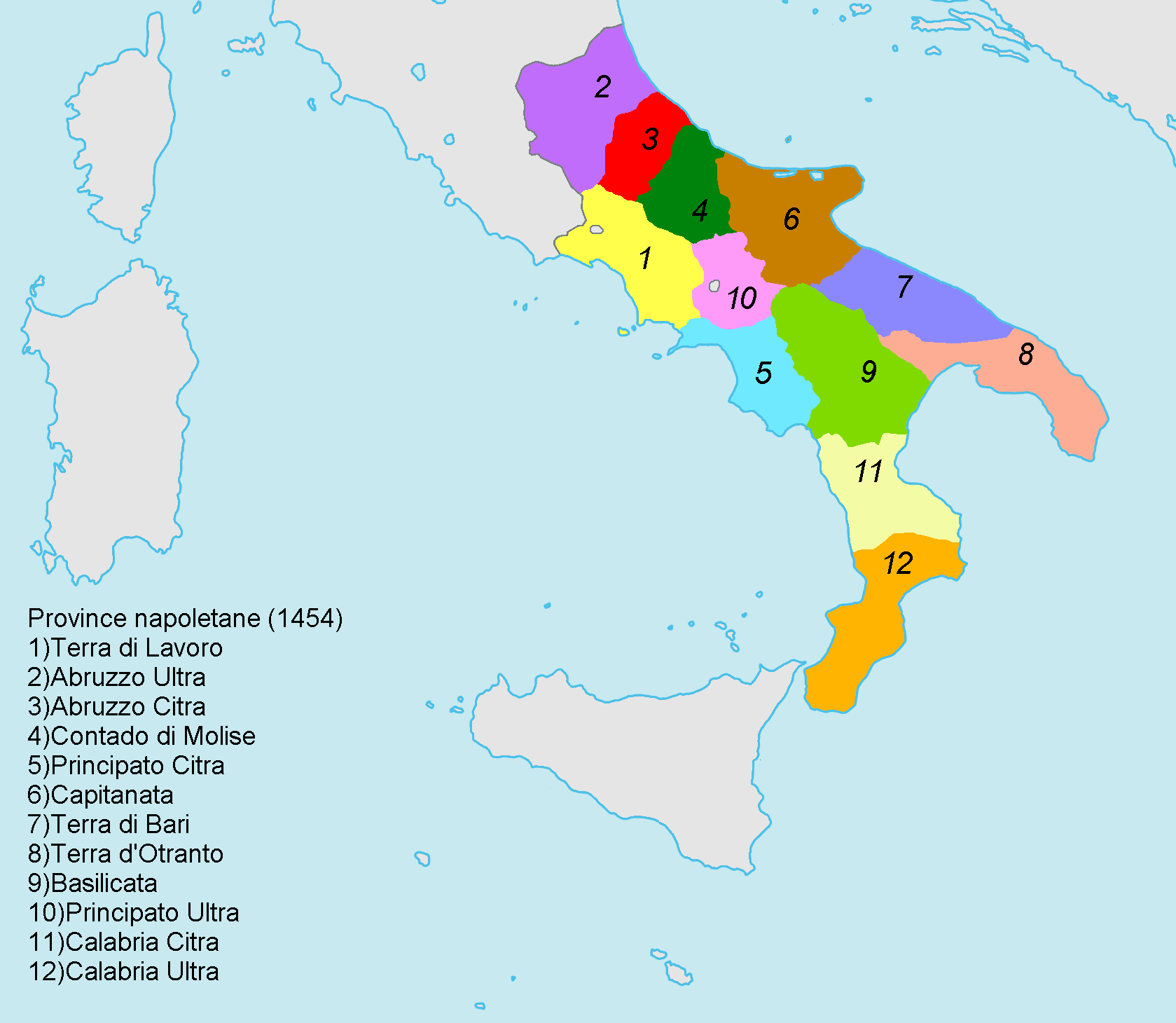
las provincias napolitanas en 1454.

Desde el siglo XI, han formado parte de la Tierra de Otranto los territorios de las provincias actuales de Lecce, Tarento y Brindisi (salvo Fasano y Cisternino) y el territorio de Matera hasta 1663, cuando esta ciudad pasó a ser capital de Basilicata por decreto de Felipe IV de España.
Constituido en giustizierato por los normandos, el territorio mantuvo esta organización administrativa durante el Reino de Sicilia y el posterior Reino de Nápoles. Su capital fue primero Otranto, la ciudad del Canal, pero ya a finales del siglo XII asumieron una importancia considerable los varios circondari administrativos en los que se organizó el territorio, entre los que destacaron la Condado de Lecce y el Principado de Tarento.
Otranto perdía así su antiguo papel político de centro bizantino, pero conservaba su prestigio arzobispal. A Lecce le sucedía lo contrario: centro administrativo cada vez más importante, situado en el centro geográfico del Salento, pero con diócesis sufragánea de la de Otranto.
Fue con los aragoneses, y posteriormente con los españoles, cuando Lecce se convirtió en la capital política y administrativa indiscutible de la Tierra de Otranto, convirtiéndose también en una de las ciudades más ricas económica y culturalmente del Mediterráneo.

## La provincia de la Tierra de Otranto
Con la ley 132 del 2 de agosto de 1806 Sulla divisione ed amministrazione delle province del Regno ("sobre la división y administración de las provincias del Reino"), aprobada el 8 de agosto del mismo año, José Bonaparte reformó la división territorial del Reino de Nápoles basándose en el modelo francés y suprimió el sistema de los giustizierati. La provincia se subdividía en sucesivos niveles administrativos dependientes jerárquicamente del precedente. En el nivel inmediatamente inferior a la provincia estaban los distretti que, a su vez, se subdividían en circondari.

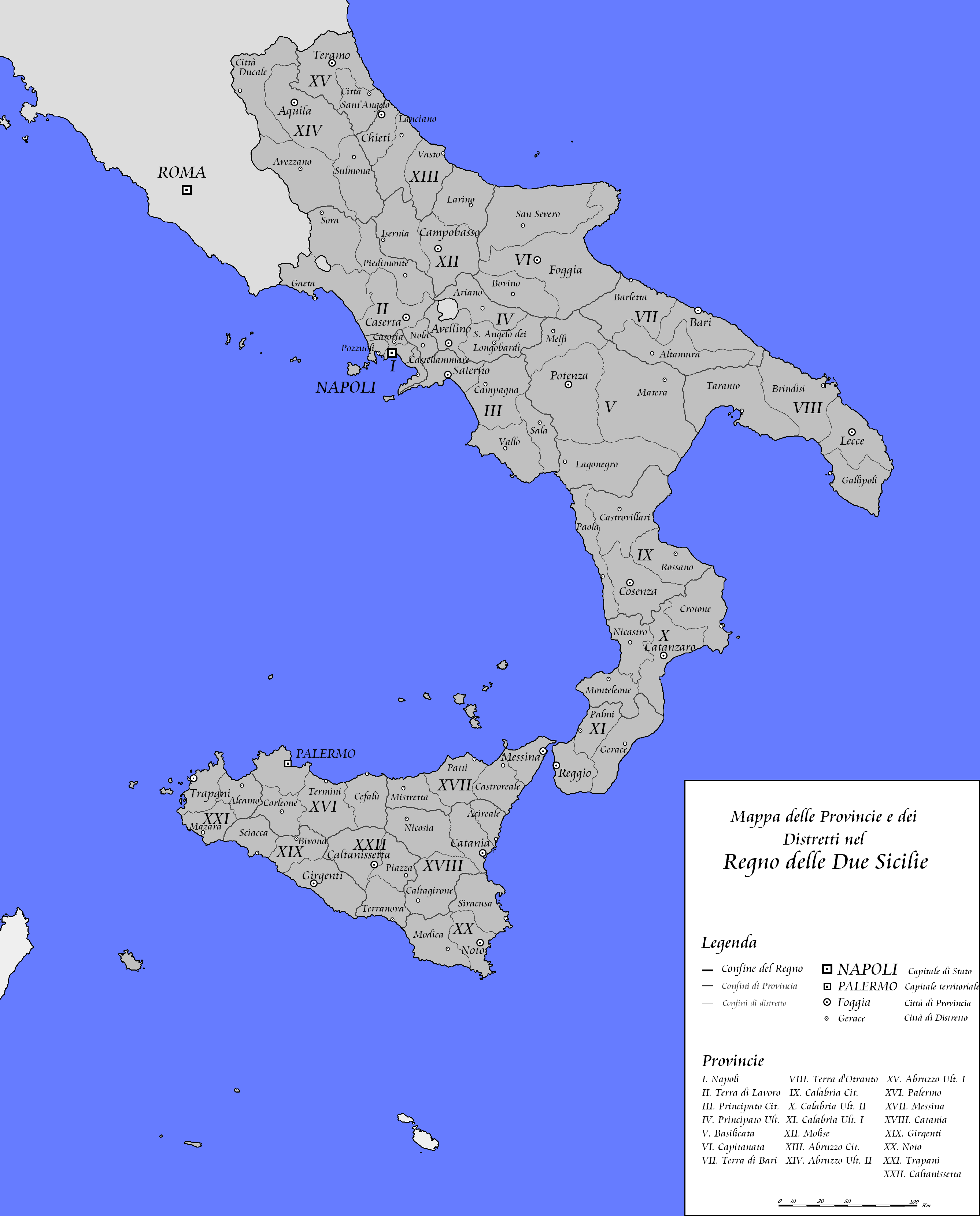
Mapa de las provincias y distritos del Reino de las Dos Sicilias.

En los años posteriores (entre 1806 y 1811), una serie de decretos reales completaron el proceso de institución de las provincias con la definición de los municipios (comuni) que comprendían y los límites territoriales y las denominaciones de los distritos y circondari en los que se dividía cada provincia. Los circondari estaban constituidos por comuni, la unidad básica de la estructura político-administrativa del Estado moderno, de los que podían depender los villaggi o pueblos, centros de carácter predominante rural.
La provincia de la Tierra de Otranto mantenía sin modificaciones sus límites territoriales, comprendiendo cuatro distretti, clasificados sobre la base de las funciones y al número de habitantes. De primera categoría eran los distritos de Lecce y de Tarento, de segunda el de Mesagne (en 1814 renombrado distrito de Brindisi) y de tercera el de Gallipoli (constituido en 1814 disgregando catorce circondari del distrito de Lecce). El número total de circondari en la provincia era de 44.
Desde el 1 de enero de 1817, bajo el Reino de las Dos Sicilias, la organización administrativa quedó establecida definitivamente con la Legge riguardante la circoscrizione amministrativa delle Provincie dei Reali Domini di qua del Faro (Ley sobre la circunscripción administrativa de las provincias de los Dominios Reales más acá del Faro) del 1 de mayo de 1816. Los Borbones mantuvieron sustancialmente la disposición napoleónica, limitándose a aportar alguna variación territorial de los circondari, instituir nuevos municipios y degradar otros al rango de villaggi sin autonomía administrativa.
La sede de los órganos administrativos estaba situada en el Palazzo dei Celestini de Lecce, actual sede de la prefectura.

### Supresión de la provincia de la Tierra de Otranto
Tras la unificación italiana, la Provincia de la Tierra de Otranto se llamó también de Lecce, y su territorio se dividió en los cuatro circondari de Lecce, de Gallipoli, de Brindisi y de Tarento.
Durante el curso del siglo XX, el territorio de esta histórica provincia será disgregado con la institución, en 1923, de la Provincia de Tarento y, en 1927, de la Provincia de Brindisi (a la que se añadieron dos municipios, Fasano y Cisternino, pertenecientes anteriormente a la Tierra de Bari).

## Geografía

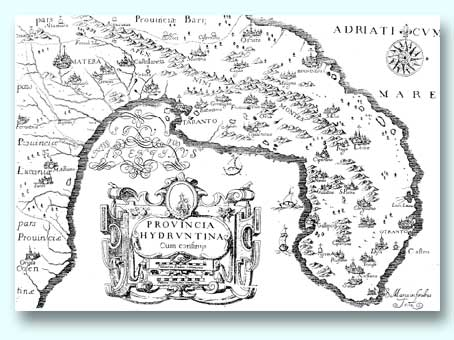
Mapa antiguo de la Tierra de Otranto.

Después de 1663, la Tierra de Otranto se extendía por unos 140 km desde la depresión mesápica y el Valle de Itria, situados al norte, hasta Santa Maria di Leuca al sur, y de media por unos 40 km de anchura entre el Golfo de Tarento al oeste y el Canal de Otranto al este. Limitaba al norte con la Tierra de Bari, al oeste con la Basilicata, al sur con el mar Jónico y al este con el mar Adriático. Incluía por tanto toda la península de Salento, pero también una parte notable de la Murgia de los trulli, conocida como Valle de Itria, y una parte de la Alta Murgia que declina hacia el mar Jónico.

## Escudo

Escudo.

El escudo de la Tierra de Otranto representa un delfín retorciéndose que tiene en la boca la media luna islámica, símbolo del Imperio Otomano. La media luna se añadió tras la expulsión de los musulmanes realizada por Alfonso de Aragón, hijo de Fernando I, Rey de Nápoles en 1481 y de fondo la bandera cuatribarrada del Reino de Aragón, por su pertenencia a este Reino durante varios siglos 